# Arnold Schering
Karl Dietrich Arnold Schering (ur. 2 kwietnia 1877 we Wrocławiu, zm. 7 marca 1941 w Berlinie) – niemiecki muzykolog.

## Życiorys
W młodości uczył się gry na skrzypcach w Dreźnie u Th. Blummera i Henri Petriego. W 1896 roku wyjechał do Berlina, gdzie kontynuował studia w Hochschule für Musik u Josepha Joachima i pobierał lekcje kompozycji u Reinholda Succo. W latach 1898−1900 studiował historię literatury niemieckiej i filozofię oraz muzykologię u Oskara Fleischera i Carla Stumpfa na Uniwersytecie Berlińskim. Następnie kontynuował edukację u Adolfa Sandbergera na Uniwersytecie Monachijskim i Hermanna Kretzschmara na Uniwersytecie Lipskim, w 1902 roku uzyskując stopień doktora na podstawie rozprawy Geschichte des Instrumental- (Violin-) Konzerts bis A. Vivaldi. W 1907 roku habilitował się na podstawie rozprawy Die Anfänge des Oratoriums.
Był redaktorem Neue Zeitschrift für Musik (1903−1905) i Bach-Jahrbuch (1904−1939). Od 1909 do 1925 roku był wykładowcą konserwatorium w Lipsku, a od 1915 do 1920 roku także profesorem tamtejszego uniwersytetu. W latach 1920−1928 wykładał na Uniwersytecie w Halle, następnie 1928−1941 na Uniwersytecie Berlińskim. Był przewodniczącym Händel-Gesellschaft (od 1927) i Deutsche Gesellschaft für Musikwissenchaft (od 1933). Od 1928 do 1931 roku wydawał Denkmäler deutscher Tonkunst.

## Twórczość
Bogaty i zróżnicowany dorobek badawczy Scheringa obejmuje studia nad gatunkiem koncertu instrumentalnego i oratorium, badania nad muzyką dawną, prace nad temat życia i twórczości J.S. Bacha, studia nad twórczością Ludwiga van Beethovena, studia estetyczne na temat założeń hermeneutyki muzycznej i teorii symbolu muzycznego, a także źródłowe wydania dzieł m.in. Hassego, Kuhnaua i Schütza. Należał do czołowych obok Hermanna Kretzschmara przedstawicieli hermeneutyki muzycznej. Był zwolennikiem heteronomicznej koncepcji muzyki, ujmując ją jako wyraz treści pozamuzycznych. Jego interpretacje dzieł Beethovena, polegające na poszukiwaniu w nich ukrytego programu literackiego, zostały później poddane krytyce. Pionierski charakter miały natomiast prace Scheringa poświęcone teorii symbolu w muzyce.
Był autorem prac Musikalische Bildung und Erziehung zum musikalischen Hören (Lipsk 1911), Tabellen zur Musikgeschichte (Lipsk 1914), Aufführungspraxis alter Musik (Berlin 1931), Geschichte der Musik in Beispielen (Lipsk 1931), Beethoven in neuer Deutung (Berlin 1934), Beethoven und die Dichtung (Berlin 1936), Johann Sebastian Bachs Leipziger Kirchenmusik (Lipsk 1936), Von grossen Meistern der Musik (Lipsk 1940), Das Symbol in der Musik (Berlin 1941), Über Kantaten J.S. Bachs (Berlin 1942), Vom musikalischen Künstwerk (Berlin 1949), Humor, Heldentum, Tragik bei Beethoven (Strasburg 1955).